# Arnold Walpod
Arnold Walpod (auch: Arnoldus Walpodus, Arnold Walpot, Walbodo) (* Anfang des 13. Jahrhunderts; † 13. November 1268 in Mainz) war ein Mainzer Patrizier, Walpode der Stadt sowie die führende Person bei der Entstehung des Rheinischen Städtebundes. Er gehörte der Familie der Löwenhäupter an, eine der führenden Familien der Mainzer Geschlechter. Seine Nachkommen wurden als „Walpoden“ bezeichnet.
Die historische Person des Arnold Walpod ist in der Geschichtsforschung nur wenig fassbar. Urkundlich wird er in dem Zeitraum 1249 bis 1268 aufgeführt. Aufgrund der Beschreibung einer Wappendarstellung auf einer ihn darstellenden Grabplatte(?) gehörten er und wahrscheinlich auch seine Frau der weitverzweigten Mainzer Patrizierfamilie der Löwenhäupter an. Arnolds Wappen zeigte laut Beschreibung einen Sparren mit drei begleitenden Löwenhäuptern, das seiner mutmaßlichen Frau lediglich die drei Löwenhäupter als typisches Grundsymbol der Familie und hier ohne Beiwerk.
Er bekleidete als Ministeriale des Mainzer Erzbischofs das Amt des Walpoden (Gewaltbote) und stand somit an dritter Stelle hinter dem Stadtkämmerer und dem Schultheißen. Da er kein Ritter war, ist es anzunehmen, dass er, wie andere Mitglieder seiner Familie, (Fern)Handel betrieb und vermögend war. Es ist bekannt, dass er Verkaufsläden sowie das begehrte Gadenrecht (Recht auf Tuchverkauf im Umfeld des Doms) hatte.
Arnolds wichtigstes politisches Werk war seine maßgebliche Rolle bei der Gründung des Rheinischen Städtebundes am 13. Juli 1254 in Mainz. Ludwig Falck sieht ihn als „...den eigentlichen Urheber und als führende Persönlichkeit des Bundes...“ und bescheinigt ihm „...die größte politische Leistung...aus der Bürgerschaft unserer Stadt im Mittelalter und vielleicht auch in der Neuzeit... “ Er war an den Verhandlungen beteiligt und wurde von den immer zahlreicher werdenden Bundesmitgliedern als Führungsperson anerkannt. So leisteten beispielsweise die Abgesandten der Regensburger Bürgerschaft bei ihrer Aufnahme in den Städtebund 1256 ihren Eid vor dem „Herrn Walpoden“ und den übrigen Bürgern der Stadt Mainz bzw. den Kämmerern und Räten der Stadt. Albert von Stade erwähnt ihn ebenfalls als führende Persönlichkeit des entstehenden Rheinischen Städtebundes: „Ein vermögender und einflußreicher Bürger in Mainz begann seine Mitbürger zu ermahnen, sich zur Wiederherstellung des Friedens gegenseitig durch Eid zu verpflichten. Auch sehr viele andere Städte schlossen sich ihm an. Sie nannten ihn Waltbodo.“
Arnold Walpod stiftete möglicherweise die Kirche des 1251 gegründeten Dominikanerklosters in Mainz, wo er und seine Frau auch ihre letzte Ruhestätte fanden. Die Grabplatte, möglicherweise auch eine Grabplastik oder ein Wandgemälde von Arnold, ist nicht mehr erhalten. Sie wurde aber in der frühen Neuzeit vor dem Verlust – wahrscheinlich bei der Zerstörung von Kirche und Kloster 1792 und der Abtragung ihrer Reste im 19. Jahrhundert – beschrieben. Die Darstellung zeigte einen Mann im langen Mantel, der ein Modell der Klosterkirche in der Hand hielt. Aus dem Dominikanerkloster ist eine Inschrift zu Arnold Walpod überliefert, wobei unklar ist, in welchem Zusammenhang diese aufgeführt wurde. Die überlieferte Fundangabe „tabula vetus inferialis“ lässt mehrere Interpretationen zu, so beispielsweise ein Totenschild oder eine Gedächtnisinschrift.
Der Text lautet wie folgt:
| Lateinischer Originaltext | Übersetzung |
| --- | --- |
| Anno MCCLXVIII, Idib. Nouembr. † honorandus ac Deo dilectus Arnoldus Walpodus, senior Decanus, ciuis moguntinus honestissimus, atque monasterii Moguntinii primus fundator magnificus. R.I.P. | Am 13. November 1268 starb der ehrbare und von Gott geliebte Arnold Walpod, Gewaltbote(?), hochgeehrter Mainzer Bürger und erster großzügiger Gründer des Mainzer Klosters. |
Fritz Arens sieht hier ebenfalls den lateinischen Begriff „senior Decanus“ als mögliche Bezeichnung des mittelalterlichen Amtes eines Gewaltboten/Walpoden an. Arnolds Amtsnachfolger als Walpode, Heinrich, wird 1266 genannt. Es wird angenommen, dass er ein naher Verwandter von Arnold, vielleicht sogar sein Sohn war. Arnold Walpods Todesdatum ist, wie aus obiger Inschrift ersichtlich, überliefert. Er starb am 13. November 1268 in Mainz und wurde in der noch nicht fertiggestellten Kirche des neuen Dominikanerklosters in der Nähe des Dietmarktes begraben.
Die Erinnerung an Arnold Walpod blieb während des gesamten Spätmittelalters und der Neuzeit erhalten. Besonders im 19. Jahrhundert, als man sich in Mainz langsam wieder seiner früheren und glanzvollen Geschichte bewusst wurde, war er Gegenstand von Dichtung und Stadtgeschichte. Karl Anton Schaab, Historiker und Chronist der Mainzer Geschichte, verfasste 1843 das Werk „Geschichte des großen rheinischen Städtebundes, gestiftet zu Mainz im Jahre 1254 durch Arnold Walpod, Erster Band“ und Alfred Börckel verfasste 1886 das historische Gedicht „Arnold Walpod der Rheinbefreier“, das 1926 in zweiter Auflage nachgedruckt wurde. Während des Festumzuges beim Deutschen Bundesschießen in Mainz 1894 gab es eine Gruppe „Arnold Walpod und der Rheinische Städtebund“, die auch bei der Berichterstattung in der Gartenlaube zeichnerisch dargestellt wurde.
In Mainz gibt es zum Andenken an ihn die Walpodenstraße in der Mainzer Altstadt sowie eine Walpodenakademie des Mainzer Kunstvereins Walpodenstraße.